# مونتالنگه
مونتالنگه (به ایتالیایی: Montalenghe) یک کومونه در ایتالیا است که در استان تورین واقع شده‌است. مونتالنگه ۶٫۵ کیلومترمربع مساحت و ۹۱۲ نفر جمعیت دارد و ۳۶۰ متر بالاتر از سطح دریا واقع شده.